# Àcid palmític
L'àcid hexadecanoic o àcid palmític, ambdós noms acceptats per la IUPAC, és un àcid carboxílic de cadena lineal amb setze àtoms de carboni, la fórmula molecular del qual és {\displaystyle {\ce {C16H32O2}}}. En bioquímica és considerat un àcid gras, i la seva relació C:D (nombre total d'àtoms de carboni per dobles enllaços carboni–carboni) se simbolitza per C16:0.
A temperatura ambient és un sòlid de color blanc o groc pàl·lid d'olor i gust suau, que fon a 63,1 °C. El seu punt d'ebullició és de 351,5 °C. Té una densitat de 0,8487 g/cm³ entre 4 °C i 60 °C i l'índex de refracció val 1,4309 a 70 °C. És insoluble en aigua; poc soluble en etanol fred o en èter de petroli; totalment soluble en etanol calent, dietilèter, propanol i cloroform. La seva estructura cristal·lina pertany al sistema monoclínic, grup espacial P 21/c i la seva cel·la elemental té els següents valors: a = 35,620 Å, b = 4,9487 Å, c = 9,406 Å, α = 90°, β = 90,447° i γ = 90°.

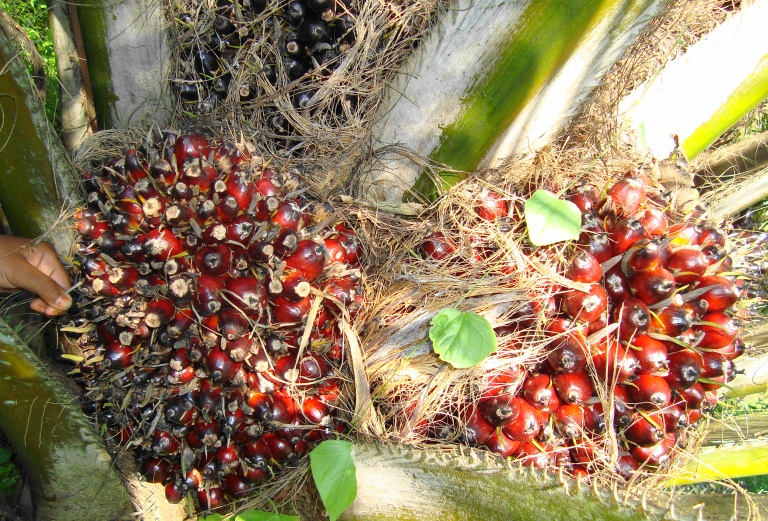
Fruits de la Elaeis guineensis

El nom àcid palmític prové del mot francès palmier, «palmera», ja que és el component més gran de l'oli de palma, obtingut del mesocarpi del fruit de la palmera Elaeis guineensis. És uns dels àcids grassos saturats més comuns en animals i plantes. S'ha trobat a la poma, greixos d'animals, cervesa, pa, api, fesol de cacau torrat, pernil curat, oli essencial de llimona, llet escalfada, oli essencial de taronja dolça, greix de porc, patata, te negre i tomàquet. També a la farigola, en formatges (blaus, cheddar, emmental, camembert, feta, parmesà, provolone i pecorino romano), mantega, peixos blaus i blancs crus, i daltres.
L'àcid palmític fou descobert pel químic francès Edmond Frémy (1814-1894) el 1840, de l'oli de palma saponificat.
El palmitat és el terme emprat per designar les sals o èsters de l'àcid palmític. La forma observada de l'àcid palmític a pH fisiològic és l'anió de palmitat.

## Bioquímica
L'àcid palmític és el primer àcid gras produït durant la lipogènesi (síntesi dels àcids grassos) i del qual es poden produir altres àcids grassos de cadena més llarga. El palmitat inhibeix l'acetil-coA carboxilasa (ACC), la qual és responsable de convertir l'acetil-coA en malonil-coA que s'afegeix a la cadena acil creixent i prevé la generació de més palmitat.
L'àcid palmític és l'àcid gras més abundant en l'organisme i a més de la producció d'energia, é altres funcions, com ara la capacitat d'unir-se a determinades proteïnes necessàries per a algunes funcions del sistema nerviós, per a la formació del tensioactiu pulmonar o per a garantir la unió cel·lular. De tots els àcids grassos saturats de la llet materna, l'àcid palmític és el més abundant; constitueix entre el 20 per cent i el 25 per cent dels àcids grassos de la llet.

## Usos

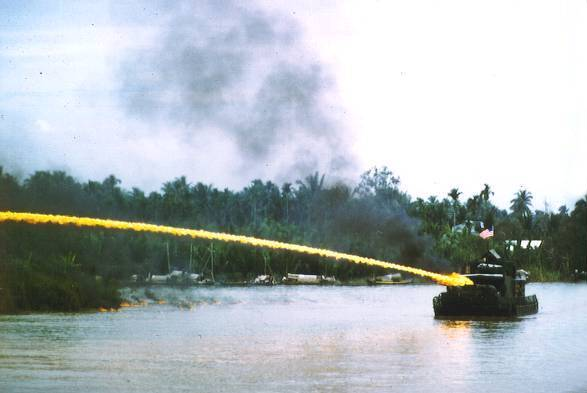
Embarcació de l'exèrcit dels EUA emprant napalm a Vietnam

Les llets artificials infantils, substituts de la llet materna quan no se'n disposa, tenen un contingut en àcid palmític en quantitats similars a les de la llet materna.
Les sals d'alumini de l'àcid palmític s'utilitzaven combinades amb nafta durant la Segona Guerra Mundial i, especialment durant la Guerra del Vietnam, per obtenir napalm, un producte molt incendiari.
L'Organització Mundial de la Salut assegura que hi ha proves que ingerir àcid palmític incrementa el risc de desenvolupar malalties cardiovasculars. Tanmateix, un estudi va demostrar que l'àcid palmític no té efectes hipercolesterolèmics si la ingesta d'àcid linoleic és superior al 4,5 per cent de l'energia. D'altra banda, es va demostrar que, si una dieta conté àcids grassos trans, els efectes en la salut són negatius i causa un augment del colesterol LDL i una disminuició del colesterol HDL.